# Кримла
Кримла (нем. Crimla) — община в Германии, в земле Тюрингия. 
Входит в состав района Грайц.  Население составляет 283 человека (на 31 декабря 2010 года). Занимает площадь 1,44 км².